# Любаровка
Люба́ровка (рос. Любаровка) — присілок у складі Юргинського округу Кемеровської області, Росія.

## Населення
Населення — 156 осіб (2010; 158 у 2002).
Національний склад (станом на 2002 рік):
- росіяни — 87 %